# Joachim Pissarro
Joachim Stéphane Isaac Pissarro (* 1959 in Frankreich)  ist ein französisch-amerikanischer Kunsthistoriker. Er ist Direktor der Hunter College Galleries sowie Professor für Kunstgeschichte am Hunter College of The City University of New York. Er entstammt der Künstlerfamilie Pissarro.

## Leben
Joachim Pissarros Eltern waren der Maler Hugues Claude Pissarro und die Galeristin Katia, sein Urgroßvater war der Maler Camille Pissarro. Er studierte Philosophie an der Sorbonne in Paris. Am Courtauld Institute of Art in London studierte er Kunstgeschichte und schloss mit einem Master of Philosophy ab. An der University of Texas at Austin promovierte er später zum Ph.D. in Kunstgeschichte. Der Titel seiner Dissertation von 2001 lautete „Individualism and inter-subjectivity in modernism: two case studies of artistic interchanges: Camille Pissarro (1830–1903) and Paul Cézanne (1839–1906). Robert Rauschenberg (1925- ) and Jasper Johns (1930- ).“
Von 1994 bis 1997 koordinierte Pissarro als Ausstellungskurator am Kimbell Art Museum, Fort Worth, Texas mit dem Gastkurator Yve-Alain Bois die dortige Ausstellung „Matisse and Picasso: A Gentle Rivalry“ (1997). Von Pissarro organisierte Ausstellungen wurden auch in anderen nationalen und internationalen Museen gezeigt, so „The Impressionist and the City: Pissarro’s Series“ (1992–1993) im Dallas Museum of Art, Philadelphia Museum of Art und der Royal Academy of Arts in London; „Georges de la Tour“ (1996–1997), in Zusammenarbeit mit Philip Conisbee von der National Gallery of Art in Washington, D.C.; und „Monet and the Mediterranean“ (1997–1998) am Kimbell Art Museum und am Brooklyn Museum of Art in New York.
Von 1997 bis 2000 war Pissarro Seymour H. Knox, Jr.–Kurator für europäische und zeitgenössische Kunst an der Yale University Art Gallery, sowie Außerordentlicher Professor in der Abteilung für Kunstgeschichte an der Yale University. Dort organisierte er die Ausstellungen „Then and Now and Later“ (1998, mit Thomas Crow) mit Arbeiten von Dawoud Bey, Gregory Crewdson, John Currin, Ann Hamilton, Roni Horn, Abelardo Morell, Jessica Stockholder, Peter Wegner und Lisa Yuskavage; „Post-Modern Transgressions“ (1999); „After looking at Chinese Rocks: Brice Marden: Work in Progress“ (1999); und „Jasper Johns's Recent Paintings“ (2000, mit Richard Field und Gary Garrels).
Seit 2002 ist Pissarro Chefredakteur bei Wildenstein Publications. Von 2003 bis 2007 war Pissarro Kurator für Malerei und Skulptur am Museum of Modern Art in New York. Hier zeichnete er für die Ausstellungen „Pioneering Modern Painting: Cézanne and Pissarro 1865–1885“ (2005) und „Out of Time: A Contemporary View“ (2006, zusammen mit Eva Respini) verantwortlich. Seit 2007 ist er Professor für Kunstgeschichte und Direktor der Hunter College Galleries am Hunter College in New York.
Joachim Pissarro ist verheiratet mit Annabel, geborene Daou. Das Ehepaar hat einen Sohn, Paul.

## Veröffentlichungen (Auswahl)
- Camille Pissarro. H. N. Abrams, 1993, ISBN 0-8109-3724-7.
- Monet and the Mediterranean. Brooklyn Museum of Art, Kimbell Art Museum. Rizzoli in association with the Kimbell Art Museum, Fort Worth, Texas 1997.
- Pioneering modern painting: Cézanne & Pissarro 1865–1885. Museum of Modern Art, New York 2005, ISBN 0-87070-184-3.
- mit Claire Durand-Ruel Snollaerts: Pissarro: critical catalogue of paintings. Band 3. Wildenstein Institute Publications, 2005, ISBN 88-7624-525-1.
- Cézanne/Pissarro, Johns/Rauschenberg: Comparative Studies on Intersubjectivity in Modern Art. Cambridge University Press, 2006, ISBN 0-521-83640-9.
- mit David Carrier: Wild Art. Phaidon Press, 2013, ISBN 978-0-7148-6567-6.[6][12][13]